# One Day Remains
One Day Remains é o  primeiro álbum da banda estadunidense de hard rock Alter Bridge, lançado em 2004. O álbum foi certificado Ouro nos Estados Unidos, com vendas superiores a 750 mil cópias.

## Faixas
1. "Find The Real" – 4:43
2. "One Day Remains" – 4:05
3. "Open Your Eyes" – 4:58
4. "Burn It Down" – 6:11
5. "Metalingus" – 4:19
6. "Broken Wings"– 5:06
7. "In Loving Memory" – 5:40
8. "Down to My Last" – 4:46
9. "Watch Your Words" – 5:25
10. "Shed My Skin" – 5:08
11. "The End Is Here" – 4:57

## Créditos
- Myles Kennedy - Vocal, guitarra rítmica
- Mark Tremonti - Guitarra, vocal de apoio
- Scott Phillips - Bateria, percussão
- Brian Marshall - Baixo